# Сенце (Маврово и Ростуша)
Сенце (мкд. Сенце) је насељено место у Северној Македонији, у западном делу државе. Сенце припада општини Маврово и Ростуша.

## Географски положај
Насеље Сенце је смештено у северозападном делу Северне Македоније. Од најближег већег града, Дебра, насеље је удаљено 33 km североисточно.
Село Сенце се налази у горњем делу високопланинске области Река. Насеље је положено високо, на северозападним висовима планине Бистра. Западно од насеља тло се стрмо спушта у клисуру реке Радике. Надморска висина насеља је приближно 1.120 метара.
Клима у насељу је планинска.

## Историја
До почетка 20. века у село је било цело албанско, али је 2/3 њих било православне вероисповести. Тада су сви православни мештани били верници Српске православне цркве.

## Становништво
По попису становништва из 2002. године Сенце је имало 21 становника.
Претежно становништво у насељу су Албанци (71%), а у мањини су етнички Македонци (24%). До почетка 20. века у село је било цело албанско, али је 2/3 њих било православне вероисповести. Данас се њихови потомци изјашњавају као етнички Македонци.
Већинска вероисповест у насељу је ислам, а мањинска православље.